# Dresden-Nord

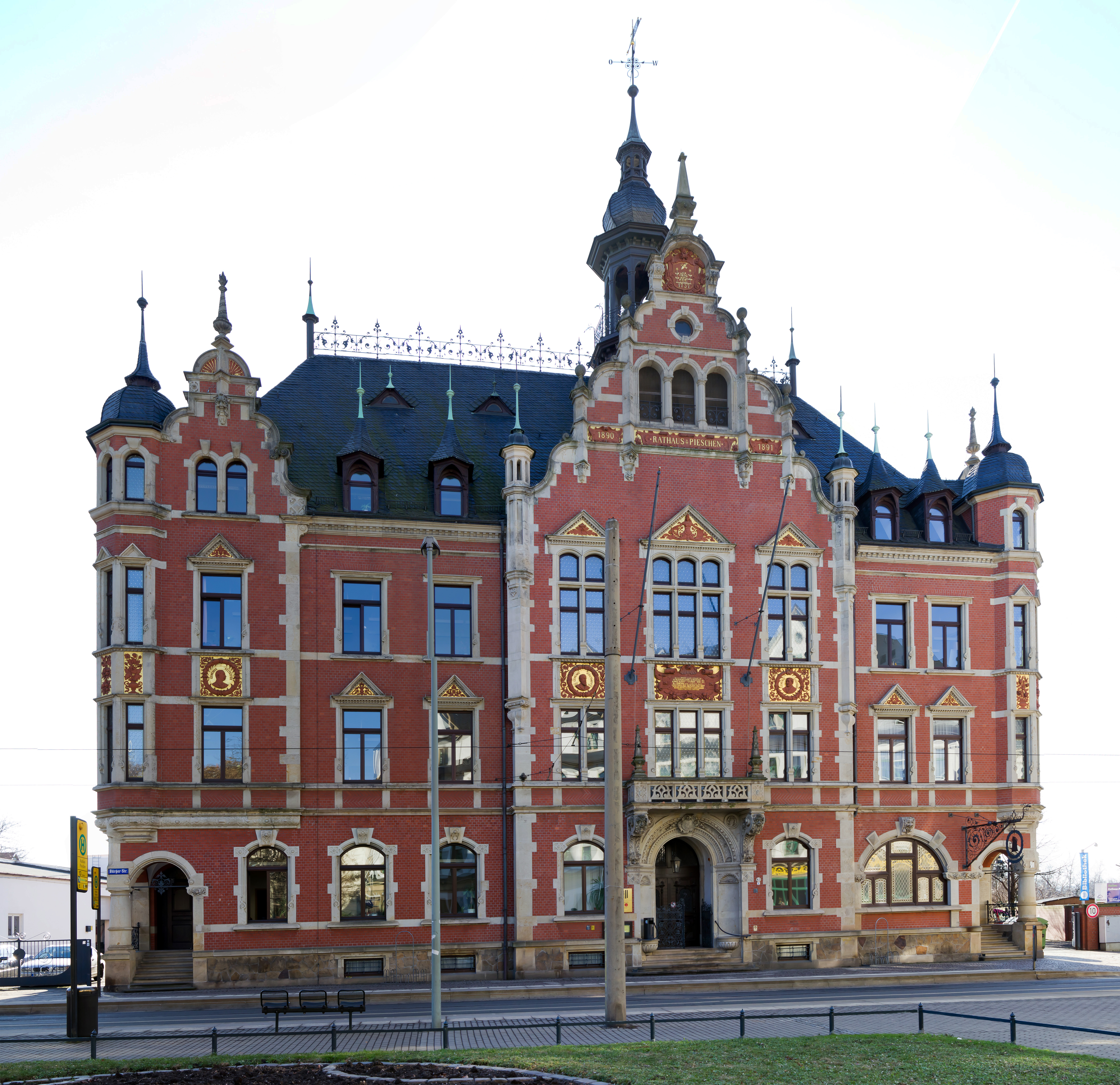
Rathaus Pieschen, ehemaliger Sitz des Rates des Stadtbezirks Dresden-Nord

Dresden-Nord war von 1957 bis 1991 ein rechtselbischer Stadtbezirk von Dresden, der weite Teile des Nordens des damaligen Stadtgebiets umfasste. Sitz des Rates des Stadtbezirks war das Rathaus Pieschen. An der Spitze der Stadtbezirksverwaltung stand ein Stadtbezirksbürgermeister.

## Lage
Zwischen der Eisenbahn-Marienbrücke und etwa der Gohliser Windmühle markierte die Elbe die südwestliche Grenze des Stadtbezirks hin zum Stadtbezirk Dresden-West. Die westliche Grenze des Stadtbezirks Dresden-Nord war identisch mit der aktuellen Stadtaußengrenze zu Radebeul. Auch im Nordwesten und Norden bis zum Autobahndreieck Dresden-Nord entspricht der Verlauf der aktuellen Stadtaußengrenze. Benachbart sind dort Boxdorf (heute zu Moritzburg) und Volkersdorf (heute zu Radeburg). Östlich des Autobahndreiecks entspricht die Stadtbezirksgrenze der damaligen Stadtaußengrenze und den heutigen Grenzen der Stadtbezirke Klotzsche und Loschwitz hin zu den 1999 nach Dresden eingemeindeten Ortschaften Weixdorf und Langebrück. Die Ostgrenze ist identisch mit der aktuellen Stadtaußengrenze zu Radeberg. Die Südgrenze ab der Todmühle hin zum Stadtbezirk Dresden-Ost entspricht der südlichen Grenze der Dresdner Heide zu den heutigen statistischen Stadtteilen Weißig, Bühlau/Weißer Hirsch und Loschwitz/Wachwitz. Zwischen Wasserwerk Saloppe und Diakonissenanstalt Dresden bildete die Elbe die natürliche Südgrenze hin zum Stadtbezirk Dresden-Mitte. Der weitere Grenzverlauf bis zum Ausgangspunkt dieser Beschreibung, der Eisenbahn-Marienbrücke, entspricht ungefähr der Grenze zwischen den heutigen statistischen Stadtteilen Innere Neustadt und Äußere Neustadt.
Folglich umfasste der Stadtbezirk Dresden-Nord die gesamten heutigen Stadtbezirke Klotzsche und Pieschen, die statistischen Stadtteile Albertstadt, Leipziger Vorstadt, Radeberger Vorstadt und Äußere Neustadt sowie die Dresdner Heide. Mit Ausnahme der Inneren Neustadt und des zu Dresden-Ost zählenden Gebiets zwischen Loschwitz und Söbrigen entsprach dies dem gesamten damaligen rechtselbischen Stadtgebiet. Der Stadtbezirk Dresden-Nord war gegliedert in 86 Wohnbezirke mit Wohnbezirksausschüssen der Nationalen Front und Wohnbezirksparteiorganisationen.

## Geschichte
Am 14. Mai 1957 beschlossen die Dresdner Stadtverordneten, die Zahl der Stadtbezirke von neun auf fünf zu reduzieren. Der Stadtbezirk Dresden-Nord entstand daraufhin im Juni 1957 durch Zusammenschluss zweier kleinerer, erst 1950 gebildeter Stadtbezirke. Der westlicher gelegene Stadtbezirk VIII umfasste dabei die Stadtteile Pieschen, Trachenberge, Trachau, Mickten, Übigau und Kaditz. Der östlichere Stadtbezirk IX bestand aus der Äußeren Neustadt, der Leipziger Vorstadt, der Radeberger Vorstadt, der Albertstadt sowie aus Klotzsche, Hellerau, Wilschdorf und der Dresdner Heide.
Zur Zeit seiner Gründung hatte der Stadtbezirk Dresden-Nord rund 154.000 Einwohner. Mithilfe der Volkszählung im Jahre 1981 wurde eine Gesamtzahl von rund 111.000 Einwohnern ermittelt; Dresden-Nord war trotz dieses starken Rückgangs sowohl nach der Einwohnerzahl als auch flächenmäßig der größte Stadtbezirk Dresdens.
Aus den fünf Dresdner Stadtbezirken der DDR-Zeit wurden 1991 zehn kleinere Einheiten gebildet, die den Einwohnern die Identifikation erleichtern und für mehr Bürgernähe sorgen sollten. Die Bezeichnung Stadtbezirk ersetzte man durch Ortsamtsbereich, um sich von der Nomenklatur der DDR-Zeit abzugrenzen. Seit September 2018 heißt es wieder Stadtbezirk. Über das Gebiet des Stadtbezirks Dresden-Nord erstrecken sich heute die Stadtbezirke Pieschen und Klotzsche, der Norden des Stadtbezirks Loschwitz (Dresdner Heide) und der größte Teil des Stadtbezirks Neustadt.

## Kreisgericht Dresden-Nord
Für jeden der fünf Dresdner Stadtbezirke sowie den Kreis Dresden-Land war ein Kreisgericht als Eingangsinstanz der ordentlichen Gerichtsbarkeit zuständig. Ihnen war das Bezirksgericht Dresden übergeordnet.
Das Kreisgericht Dresden-Nord bestand bis zum 30. Juni 1990, danach übernahm das Kreisgericht Dresden-Mitte als nunmehriges Kreisgericht Dresden die Zuständigkeit für alle fünf Stadtbezirke sowie den Landkreis und übergab diese am 31. Dezember 1992 an das Amtsgericht Dresden.